# Aksel Bonde Hansen
Pour les articles homonymes, voir Bonde et Hansen.
Aksel Bonde Hansen, né le 29 mai 1918 à Horne et mort le 27 mai 1996 à Horsens, est un rameur d'aviron danois.

## Carrière
Aksel Bonde Hansen participe aux Jeux olympiques d'été de 1948 à Londres et remporte la médaille d'argent en quatre sans barreur.